# James Fifer
James Thomas "Jim" Fifer, född 14 juli 1930 i Tacoma i Washington, död 7 juni 1986 i Seattle i Washington, var en amerikansk roddare.
Fifer blev olympisk guldmedaljör i tvåa utan styrman vid sommarspelen 1956 i Melbourne.